# 大西宏明
大西 宏明（おおにし ひろあき、1980年4月28日 - ）は、兵庫県尼崎市生まれ、大阪府堺市育ちの元プロ野球選手（外野手、右投右打）、監督。愛称は「ジミー」（ジミー大西から）。

## 経歴

### プロ入り前
高校時代は攻守の要でエース上重聡や主将平石洋介と共にチームを牽引。1998年の第70回選抜高等学校野球大会では準決勝敗退。第80回全国高等学校野球選手権大会で繰り広げられたPL学園対横浜延長17回においては、春の準決勝でも対戦した横浜高校の松坂大輔から一時は同点打となる左翼前安打を放った。
近畿大学では、2年春に首位打者となり大学通算65試合に出場、238打数65安打、打率.273、0本塁打、19打点を記録。

### 近鉄時代
2002年度ドラフト会議にて大阪近鉄バファローズから7位指名を受け、入団。
2003年は二軍スタート。入団当初は俊足と守備力が買われた一方で、打撃に関しては期待されていなかった。しかし、打撃コーチであった鈴木貴久が大西の打撃センスに目をつけて熱心に指導した結果、打撃でも力をつけていき、二軍では打率.310、7本塁打の成績を残し、シーズン終盤には一軍出場も果たした。
2004年は下山真二の不振もあり、左キラーとして一軍に帯同。4月2日の対オリックス・ブルーウェーブ戦では、プロ初本塁打を初回先頭打者本塁打で飾ったが、この年入団したラリー・バーンズが後に来日初本塁打を満塁本塁打で記録することで、先頭打者本塁打と満塁本塁打により初本塁打を記録した選手が同一年に揃ったのは、史上2例目となっている。その後一度二軍へ降格したが、一軍再昇格以後は帯同して103試合に出場。主に7番・左翼で起用された。5月17日に鈴木が急逝すると、当時監督だった梨田昌孝は翌日から2日間、不動の1番・中堅手だった大村直之に代えて大西を起用している。また、プロ野球再編問題が報じられた6月13日の対北海道日本ハムファイターズ戦では、9回裏に横山道哉からプロ入り初のサヨナラ打となるサヨナラ犠飛を放っている。この年に新人王・最優秀救援投手に輝いた三瀬幸司から3本塁打を放つなど、対左投手に無類の強さを見せた。以降、対左投手に対しての起用が多くなっていく。同年夏に近鉄の本拠地大阪ドームで開催のフレッシュオールスターゲームにオールウエスタンの1番中堅手で先発出場。

### オリックス時代
2004年オフの球団合併・分配ドラフトにおいてオリックス・バファローズへ移籍。
2005年は開幕戦で3番・中堅として先発出場を果たす。仰木彬監督の期待に応え夏場までは好成績を残したが終盤に不振に陥り、最終的には打率.241、6本塁打と、開幕前の期待に比べると物足りない成績となった。中村勝広GMが監督に就任した2006年はケガもあり、79試合の出場に留まるものの、打率.272、7盗塁とまずまずの成績を残した。この年以降、1番で起用されることが増える。
2007年の開幕はベンチスタートだったが、坂口智隆の不振により1番・中堅に抜擢された。師匠である鈴木の命日であった5月17日の対ソフトバンク戦では、7回表の打席で鈴木の応援歌が演奏される中、和田毅から同点の2点適時打を放って逆転勝利に繋ぎ、チームのシーズン2度目の大型連敗を6で阻止した（大西は「鈴木さんが打たせてくれた」とコメントしている）。一時は4割を超える打率を残し、完全に不動の1番として定着したかに見えたが、6月に入ると大幅に調子を落とし、以後はほぼ左投手のときに出番が限定される。その後も調子はあがらず、9月に降格。再昇格した坂口が好調だったため、閉幕まで一軍へ戻ることはなかった。結局、83試合に出場して打率.247、4本塁打と不本意な成績に終わる。対左投手の方が打率が低く、1番で多く起用されたにもかかわらず、得点圏打率こそ.389ながら、無走者からの出塁率が低いなど、ちぐはぐな1年であった。

### 横浜時代
2007年12月17日、古木克明との交換トレードで横浜ベイスターズへ移籍。12月19日に入団会見が行われ、背番号は古木が着けていた33となった。
2008年はオープン戦で調子があがらず、開幕後初打席で全球見逃して三振となり、チームの登録抹消第1号となってしまう。二軍で.538という驚異的な打率を残し、4月終盤には1軍に復帰すると、暫くは好調な打撃を維持する。6月11日の対オリックス戦で、金子千尋から3ランを放って古巣に痛烈な恩返しを見せたものの、以後は不振に陥り、相手先発投手が左投手の時にスタメンが限られてしまった。それでも、自己最多の105試合に出場し、打率.270を記録した。
2009年は移籍2年目にしてチームの選手会副会長に任命され、前年度以上の働きが期待された。開幕戦の1番・中堅は松本啓二朗となり、前年同様ベンチスタートとなる。代打を中心に起用されたものの、一時は打率が1割を切るほどの大不振に陥り、登録を抹消された。外野守備に就いたのは18試合で、最終的には44試合の出場で打率.141、本塁打0本、打点6という結果に終わった。
2010年は出場試合が少ない中打率3割を記録するも、10月1日に戦力外通告を受けた。11月10日に開催された12球団合同トライアウトでは4安打を記録し、盗塁も決めた。

### ソフトバンク時代
2010年12月3日に福岡ソフトバンクホークスと育成契約を結んだ。

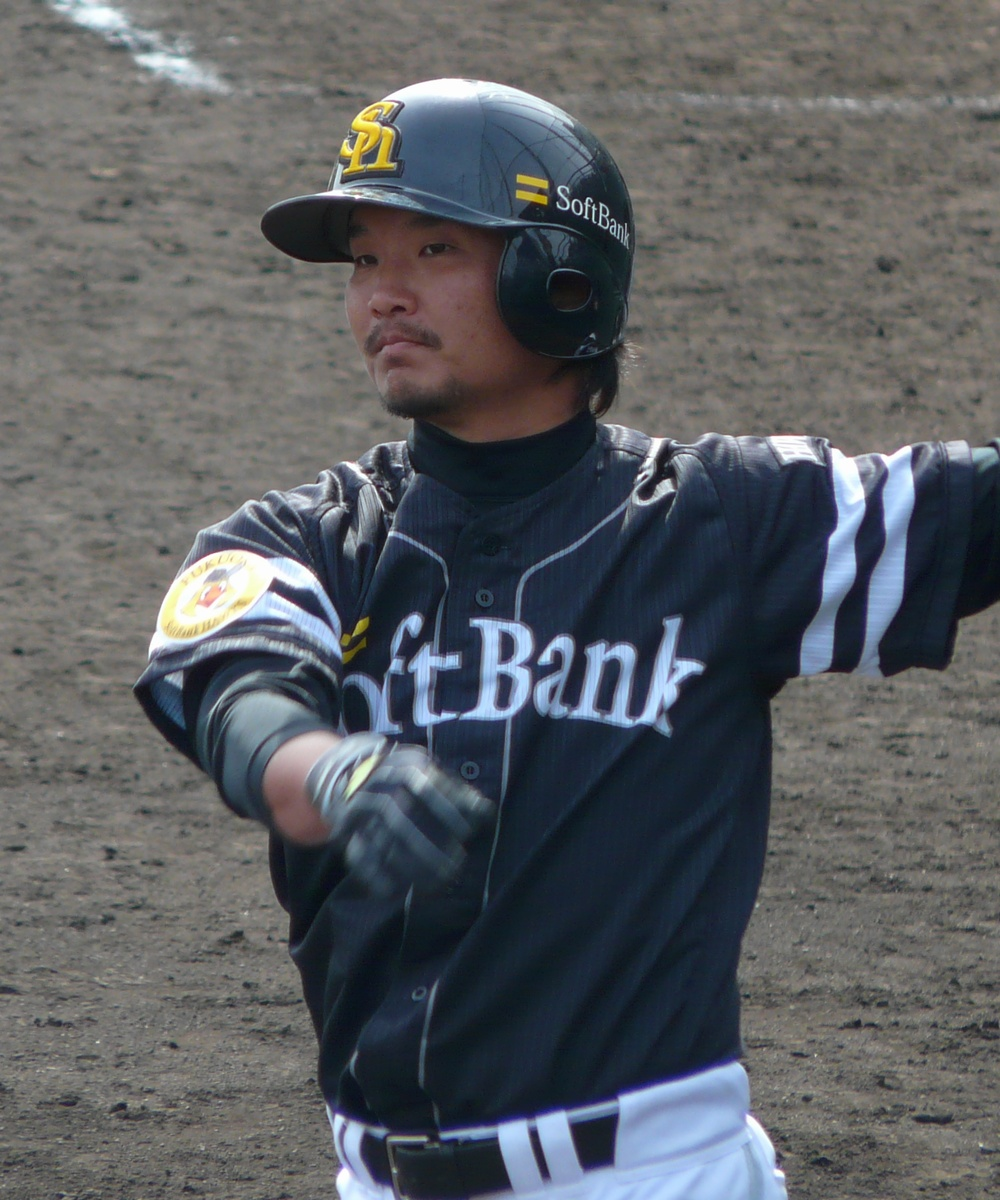
ソフトバンク時代

2011年は育成選手としてプレー。二軍で39試合に出場、打率は.211にとどまり支配下へ昇格できず、10月9日には前年の横浜に続き、2年連続で戦力外通告を受け、わずか1年でホークスを退団。11月7日に自由契約公示された。12月24日、毎日放送『せやねん!』のスポーツコーナーに生出演し、現役引退を表明。

### 引退後
2012年4月25日、大阪市東心斎橋に自らオーナーを務める焼肉店「笑ぎゅう」をオープン。当時野球界に残る気はなかったと2020年の取材で述べている。運営には焼肉店で修行を積んだ実弟が協力した。
2016年3月、独立リーグBASEBALL FIRST LEAGUE（現：関西独立リーグ）の06BULLS理事に就任。実際の仕事は「チームに少しアドバイスをした程度」だったという。
2018年6月26日、同じBASEBALL FIRST LEAGUEに加入予定の堺市を拠点とする新球団の監督への就任が発表された。同年9月に球団名称が「堺シュライクス」に決定。
2019年は監督として初めて指揮した1年目で、首位から15.5ゲーム差の4位（最下位）に終わる。なお、登録上は選手兼任となっていたが、実際に試合に出場することはなかった。
2020年には初優勝を達成した。その後も2022年まで3連覇を達成、2023年は優勝のかかった最終戦に敗れて3連覇を逃したものの、2024年には4度目の優勝を達成した。

## 選手としての特徴・人物
“走攻守”三拍子揃った外野手。打撃はパンチ力があり、左投手に強かった。守備では非常に肩が強かった。
高校時代、甲子園で松坂大輔との対戦で打率5割を残したことから「松坂キラー」と呼ばれていた。
近鉄OBで打撃コーチを務めた鈴木貴久とは師弟関係である。プロ入り後間もなく、スイッチヒッター転向を言い渡されるが、鈴木は右打者で勝負したいという大西の意思を尊重してくれたという。また、ある日、二軍にいた大西は練習をさぼって寮に帰ると鈴木が待っていた。鈴木は大西を叱らず、「今からやるか」とだけ言うと、ティー打撃のトスを上げ始めた。鈴木のその姿を見て大西は改心した。その日以降、鈴木と二人三脚での打撃練習が始まり、一度も休まなくなった。そして、シーズン終盤に一軍昇格を勝ち取り、翌年飛躍を果たした。なお、オリックス時代の応援歌の歌詞にある「誇り高き師」とは、鈴木のことである。

## 詳細情報

### 年度別打撃成績
| 年 度     | 球 団      | 試 合 | 打 席 | 打 数 | 得 点 | 安 打 | 二 塁 打 | 三 塁 打 | 本 塁 打 | 塁 打 | 打 点 | 盗 塁 | 盗 塁 死 | 犠 打 | 犠 飛 | 四 球 | 敬 遠 | 死 球 | 三 振 | 併 殺 打 | 打 率 | 出 塁 率 | 長 打 率 | O P S |
| --------- | ---------- | ----- | ----- | ----- | ----- | ----- | -------- | -------- | -------- | ----- | ----- | ----- | -------- | ----- | ----- | ----- | ----- | ----- | ----- | -------- | ----- | -------- | -------- | ----- |
| 2003      | 近鉄       | 1     | 3     | 3     | 0     | 0     | 0        | 0        | 0        | 0     | 0     | 0     | 0        | 0     | 0     | 0     | 0     | 0     | 1     | 1        | .000  | .000     | .000     | .000  |
| 2004      | 近鉄       | 103   | 316   | 272   | 45    | 72    | 11       | 2        | 10       | 117   | 43    | 5     | 5        | 7     | 3     | 31    | 2     | 3     | 58    | 5        | .265  | .343     | .430     | .773  |
| 2005      | オリックス | 103   | 211   | 187   | 29    | 45    | 4        | 0        | 6        | 67    | 23    | 4     | 1        | 1     | 2     | 17    | 1     | 4     | 46    | 1        | .241  | .314     | .358     | .673  |
| 2006      | オリックス | 79    | 190   | 169   | 19    | 46    | 9        | 1        | 3        | 66    | 15    | 7     | 2        | 7     | 0     | 12    | 0     | 2     | 37    | 2        | .272  | .328     | .391     | .718  |
| 2007      | オリックス | 83    | 257   | 227   | 28    | 56    | 8        | 0        | 4        | 76    | 16    | 3     | 2        | 5     | 2     | 20    | 0     | 3     | 55    | 4        | .247  | .313     | .335     | .648  |
| 2008      | 横浜       | 105   | 330   | 289   | 37    | 78    | 20       | 0        | 4        | 110   | 26    | 5     | 2        | 4     | 2     | 30    | 1     | 5     | 54    | 5        | .270  | .347     | .381     | .727  |
| 2009      | 横浜       | 44    | 70    | 64    | 1     | 9     | 4        | 0        | 0        | 13    | 6     | 1     | 1        | 2     | 0     | 3     | 0     | 1     | 17    | 3        | .141  | .191     | .203     | .394  |
| 2010      | 横浜       | 36    | 52    | 43    | 3     | 13    | 1        | 0        | 0        | 14    | 2     | 0     | 0        | 1     | 0     | 8     | 0     | 0     | 14    | 2        | .302  | .412     | .326     | .738  |
| 通算：8年 | 通算：8年  | 554   | 1429  | 1254  | 162   | 319   | 57       | 3        | 27       | 463   | 131   | 25    | 13       | 27    | 9     | 121   | 4     | 18    | 282   | 23       | .254  | .327     | .369     | .691  |

### 年度別守備成績
| 年 度 | 球 団      | 一塁  | 一塁  | 一塁  | 一塁  | 一塁  | 一塁     | 外野  | 外野  | 外野  | 外野  | 外野  | 外野     |
| 年 度 | 球 団      | 試 合 | 刺 殺 | 補 殺 | 失 策 | 併 殺 | 守 備 率 | 試 合 | 刺 殺 | 補 殺 | 失 策 | 併 殺 | 守 備 率 |
| ----- | ---------- | ----- | ----- | ----- | ----- | ----- | -------- | ----- | ----- | ----- | ----- | ----- | -------- |
| 2003  | 近鉄       | -     | -     | -     | -     | -     | -        | 1     | 1     | 0     | 0     | 0     | 1.000    |
| 2004  | 近鉄       | -     | -     | -     | -     | -     | -        | 81    | 96    | 2     | 1     | 0     | .990     |
| 2005  | オリックス | -     | -     | -     | -     | -     | -        | 90    | 92    | 5     | 1     | 1     | .990     |
| 2006  | オリックス | 2     | 7     | 0     | 0     | 0     | 1.000    | 67    | 97    | 4     | 1     | 2     | .990     |
| 2007  | オリックス | -     | -     | -     | -     | -     | -        | 73    | 102   | 5     | 2     | 1     | .982     |
| 2008  | 横浜       | -     | -     | -     | -     | -     | -        | 92    | 122   | 5     | 2     | 1     | .984     |
| 2009  | 横浜       | -     | -     | -     | -     | -     | -        | 18    | 19    | 1     | 1     | 1     | .952     |
| 2010  | 横浜       | -     | -     | -     | -     | -     | -        | 20    | 21    | 0     | 0     | 0     | 1.000    |
| 通算  | 通算       | 2     | 7     | 0     | 0     | 0     | 1.000    | 442   | 540   | 22    | 8     | 6     | .986     |

### 記録
- 初出場・初先発出場：2003年10月3日、対千葉ロッテマリーンズ28回戦（千葉マリンスタジアム）、8番・中堅手で先発出場、3打数無安打
- 初打席：同上、2回表に清水直行から二塁ゴロ併殺打
- 初安打：2004年3月30日、対千葉ロッテマリーンズ2回戦（大阪ドーム）、7回裏に長崎伸一から左前安打
- 初盗塁：同上、7回裏に三盗（投手：長崎伸一、捕手：里崎智也）
- 初本塁打・初打点：2004年4月2日、対オリックス・ブルーウェーブ1回戦（Yahoo! BBスタジアム）、1回表に具臺晟から左越先頭打者本塁打

### 背番号
- 50 （2003年 - 2007年）
- 33 （2008年 - 2010年）
- 134 （2011年）
- 217 （2019年 - ）